# Theodor Gayen
Theodor Alexander Gayen (* 4. Mai 1824 in Altona; † 18. August 1900 in Altona-Bahrenfeld) war Spirituosenfabrikant, Reeder und Bodenspekulant.

## Leben und Wirken
Theodor Gayen kam als zweiter Sohn des Kaufmanns und Reeders Johann Peter Albert Gayen (* 27. April 1792 in Altona, † 10. Januar 1862 ebenda) und dessen Gattin Cornelia zur Welt. Theodor Gayens Mutter war eine Tochter von Carl Friedrich Fick, der als Weinhändler in Hamburg arbeitete. Theodor Gayens Großvater, Jan Tecker Gayen (1757–1817), war Kapitän zur See und Inhaber des nach ihm benannten Unternehmens Jan Tecker Gayen.
An der Reederei Jan Tecker Gayen hielten auch Theodor Gayens zwei Jahre älterer Bruder Fernando und sein Vater Anteile. Später übernahm der Vater eine Brennerei und richtete das Unternehmen so auf die Produktion von Branntwein und Essig aus.
Theodor Gayen, der das Christianeum besuchte und anschließend eine kaufmännische Ausbildung absolvierte, wurde um 1855 Teilhaber im Unternehmen seines Großvaters. Nach dem Tod des Vaters am 10. Januar 1862 zog sich Theodor Gayens zwei Jahre älterer Bruder Fernando aus dem Unternehmen zurück. Theodor Gayen gehörte somit ab etwa 1865 das Unternehmen Jan Tecker Gayen alleine. Er entschied, dem Betrieb von Segelschiffen wieder größeren Stellenwert einzuräumen. In den 1860er Jahren profitierte die Segelschifffahrt (vgl. Frachtsegler und Schifffahrt) insbesondere von Fahrten nach Ostasien.
Um 1870 gehörte Gayens Reederei zu den führenden Anbietern in Altona und betrieb mit dem Vollschiff Francis K. Dumas das größte Schiff mit Sitz in Altona. Die Schiffe transportierten oftmals die unternehmenseigenen Spirituosen, die an der Großen Elbstraße produziert wurden. Die Nachfrage nach Schnaps war in Hafenstädten und auf Plantagen in Übersee gestiegen. Das Firmenkürzel „JTG“ galt unter Seeleuten oftmals als spöttische Abkürzung für „Inhalt tödliches Gift“. 
1889 erwog der Reichstag, den steigenden deutschen Alkoholexport nach Übersee einzuschränken. Theodor Gayen ließ sich davon nicht beeindrucken. Um 1892 exportierte sein Unternehmen jährlich ungefähr drei Millionen Liter Wein und Branntwein. Theodor Gayen erwarb dadurch ein großes Vermögen.
Ab 1855 übernahm Theodor Gayen verschiedene Ämter und kommunale Funktionen. Von 1855 bis 1865 war er österreichischer Konsularagent, von 1858 bis 1879 Konsul von Buenos Aires und von 1858 bis 1878 Konsul von Argentinien. Im südlichen Teil von Altona stand er von 1856 bis 1861 dem Armenwesen der Stadt vor. Von 1858 bis 1860 leitete er dort die „Versorgungsanstalt für schwache Alte und unheilbar Kranke“. Von 1858 bis 1861 fungierte er als geschäftsführender Direktor des „Unterstützungs-Instituts und Sparkasse“ in Altona. Mit großer Mehrheit wählten ihn die Bürger der Stadt in das 16-köpfige Deputiertenkollegium, dem er von 1863 bis 1868 angehörte. Von 1866 bis 1898 engagierte sich Theodor Gayen im Commerz-Collegium zu Altona. 1879 regte er in dieser Interessenvertretung der Kaufleute und Fabrikanten an, Altona an das deutsche Zollgebiet anzuschließen und den Altonaer Hafen auszubauen.
1861 und 1867 erwarb Theodor Gayen größeren Landbesitz in Bahrenfeld. Hier baute er für die Familie einen Sommerlandsitz. Später kaufte er weitere Grundstücke, so dass ihm schließlich mehr als die Hälfte der Gemarkung Bahrenfeld gehörte. Wie andere Kaufleute im Großraum Hamburg erwarb Gayen stadtnahe Ländereien und spekulierte auf spätere Wertsteigerungen. Gayen erschloss die Grundstücke, indem er in Bahrenfeld mehrere Straßen verlegen ließ. Für Angehörige der Familie ließ er mehrere Häuser errichten. Als der Norddeutsche Renn- und Traber-Club ein Gelände für eine Trabrennbahn suchte, verpachtete Gayen diesem ein 23 Hektar großes Grundstück. Hier entstand die Trabrennbahn Bahrenfeld, die im Juni 1880 eröffnet wurde. In den 1880er Jahren ließ Gayen ein Gelände in Bahrenfeld aufforsten, das unter dem Namen „Gayens Tannen“ bekannt wurde. Aus einem Bereich des Waldes entwickelte sich der Lutherpark.
Theodor Gayen veranstaltete viele Feste, die von Geschäftsleuten und Theaterkünstlern gerne besucht wurden. Er galt als trinkfester Genussmensch, der einen derben Humor hatte. Der Reeder sprach meist Plattdeutsch und duzte seine Mitmenschen. Gayen galt als wohltätig, trat nicht luxuriös auf und war ein begeisterter Jäger.
Nach Theodor Gayen ist seit 1939 der Gayens Weg und vor 1890 die Theodorstraße benannt. An seine Frau erinnert seit 1898 die Julienstraße.

## Familie
Theodor Gayen heiratete 1853 Julie von Lenz (1832–1886). Ihr Vater, Johann Reinhold von Lenz, hatte von 1808 bis 1844 in Hamburg als Schauspieler, Bühnenautor und Regisseur gewirkt. Theodor Gayen und seine Ehefrau hatten drei Söhne und drei Töchter, von denen ein Sohn jung verstarb. Die Familie wohnte in der Klopstockstraße in Ottensen.